# 835 (numero)
Ottocentotrentacinque (835) è il numero naturale dopo l'834 e prima dell'836.

## Proprietà matematiche
- È un numero dispari.
- È un numero composto, con 4 divisori: 1, 5, 167, 835. Poiché la somma dei suoi divisori (escluso il numero stesso) è 173 < 835, è un numero difettivo.
- È un numero semiprimo.
- È un numero omirpimes.
- È un numero odioso.
- È un numero intero privo di quadrati.
- È un numero di Motzkin.
- È un  numero palindromo e un numero ondulante nel sistema numerico esadecimale (343).
- È parte delle terne pitagoriche (501, 668, 835), (835, 2004, 2171), (835, 13932, 13957), (835, 69720, 69725), (835, 348612, 348613).

## Astronomia
- 835 Olivia è un asteroide della fascia principale del sistema solare.
- NGC 835 è una galassia spirale della costellazione della Balena.
- IC 835 è una galassia nella costellazione della Chioma di Berenice.
- Cosmos 835 è un satellite artificiale russo.

## Altri ambiti
- La Route nationale 835 è una strada statale della Francia.
- La FS835 è una locomotiva delle Ferrovie dello Stato italiane.